# Horace L. McBride

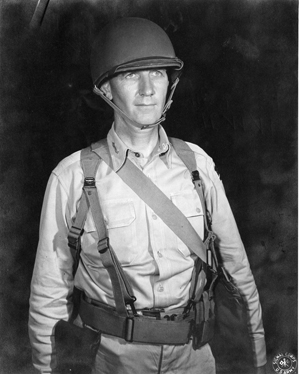
Horace L. McBride

Horace Logan McBride (* 29. Juni 1894 in Madison, Nebraska; † 14. November 1962 in Orlando, Florida) war ein Generalleutnant der US-Armee während des Zweiten Weltkrieges. Er kommandierte die amerikanischen Streitkräfte in der Ardennenschlacht, dem Rheinland und Mitteleuropa.

## Karriere
McBride studierte an der University of Nebraska von 1910 bis 1911 und besuchte bis zu seinem Universitätsabschluss 1916 die Militärakademie West Point. Daraufhin wurde er beauftragt, eine Batterie des 347th Field Artillery Regiment der US-Streitkräfte im Ersten Weltkrieg zu kommandieren. Während dieses Auftrages nahm er an der Maas-Argonnen-Offensive teil.
Nach Kriegsende war er Assistent der Militärattachés in Belgien und später in Polen. Von 1923 bis 1927 unterrichtete McBride Militärwissenschaften und -taktiken an der Yale University. 1928 graduierte er von der Command and General Staff School in Fort Leavenworth. Von 1928 bis 1932 unterrichtete McBride an der Field Artillery School und war anschließend bis 1935 auf den Philippinen im Einsatz. 1936 schloss er das Army War College ab und unterrichtete daraufhin von 1936 bis 1940 am Command and General Staff College. Von 1940 bis 1942 war er in der Panamakanalzone stationiert.
Im Zweiten Weltkrieg befehligte McBride von April 1942 bis März 1943 die Artillerie der 80th Infantry Division und wurde im Mai 1942 zum Brigadegeneral befördert. Anschließend erhielt er das Kommando über diese Division, die er in den Kampagnen in Nordfrankreich, im Rheinland und bei der Besetzung Deutschlands führte. Nach dem Kriegsende wurde er für einige Monate Kommandierender General des XX Corps bis zu dessen Deaktivierung im März 1946.
Von 1946 bis 1947 war McBride Kommandeur der 9. Infanteriedivision der US-Streitkräfte. 1950 wurde er zum Kommandant des Command and General Staff College, eine Position, die er bis 1952 innehatte. Von 1953 bis 1954 kommandierte er das United States Caribbean Command, wonach er im Juni 1954 in Pension ging.

## Auszeichnungen
Auswahl der Dekorationen, sortiert in Anlehnung der Order of Precedence of Military Awards:
- Army Distinguished Service Medal
- Silver Star (2 x)
- Legion of Merit
- Bronze Star
- Army Commendation Medal
- Offizier der französischen Ehrenlegion
- Französisches Croix de guerre mit Palme
- Kriegskreuz von Luxemburg
- Sowjetischer Orden des Vaterländischen Krieges
- Sowjetischer Alexander-Newski-Orden